# ساي كولمان
ساي كولمان (بالإنجليزية: Cy Coleman)‏ هو عازف جاز وكاتب أغاني وملحن وعازف بيانو وشاعر أمريكي، ولد في 14 يونيو 1929 في نيويورك في الولايات المتحدة، وتوفي بنفس المكان في 18 نوفمبر 2004 بسبب نوبة قلبية.

## وصلات خارجية
- ساي كولمان على موقع IMDb (الإنجليزية)
- ساي كولمان على موقع ميوزك برينز (الإنجليزية)
- ساي كولمان على موقع قاعدة بيانات برودواي على الإنترنت (الإنجليزية)
- ساي كولمان على موقع قاعدة بيانات برودواي على الإنترنت (الإنجليزية)
- ساي كولمان على موقع إن إن دي بي (الإنجليزية)
- ساي كولمان على موقع ديسكوغز (الإنجليزية)
- ساي كولمان على موقع قاعدة بيانات الفيلم (الإنجليزية)